# 鄭衛平
鄭衛平（てい えいへい、1955年 - ）は、中国人民解放軍の軍人。2015年7月現在、南京軍区政治委員を務める。階級は上将である。中国共産党党員であり、第18届党中央委員会委員に選出されている。

## 来歴
1955年、山西省万栄県に生まれる。1970年、人民解放軍に入隊する。陸軍第19軍政治部組織処副処長、全軍整党弁幹事、総政治部幹部部任免二処幹事、総政治部弁公庁秘書、総政治部部院校局副局長、国防大学政治部幹部部部長、某歩兵師団政治委員、海軍陸戦隊第164旅団政治委員を歴任する。1999年7月、国防大学政治部副主任となる。2002年7月、国防大学研究生院政治委員となる。2004年、国防大学軍隊建設及び軍隊政治工作教育研究部主任となる。2005年7月、第41集団軍政治委員となる。2007年9月、広州軍区政治部主任となる。2012年10月、南京軍区政治委員となる。
第17次党全国代表大会代表に選出された。その後、第18届党中央委員会委員に選出されている
2009年7月、中将に昇格する。2015年7月、上将に昇格する。

## 参照
- 新任南京军区政委郑卫平照片　郑卫平简历_人人斑竹网
- 郑卫平中将简历个人资料,南京军区政委郑卫平李继耐秘书_深圳打工网 80后走四方